# Sympistis iota
Sympistis iota är en fjärilsart som beskrevs av Hudson 1903. Sympistis iota ingår i släktet Sympistis och familjen nattflyn. Inga underarter finns listade i Catalogue of Life.